# Somatosensibler Neglect
Somatosensibler Neglect ist ein Begriff aus der Medizin, speziell aus der Neurologie. Mit dem somatosensiblen Neglect bezeichnet man eine Sonderform des Neglects. Der Patient reagiert nicht oder verspätet auf Berührungs- oder Schmerzreize in der betroffenen Körperhälfte bzw. ordnet den Schmerz, den er über die intakte sensorische Efferenz wahrnimmt, einem anderen Ort am Körper zu.

## Andere Sonderformen des Neglects
- Visueller Neglect – Sehen
- Olfaktorischer Neglect – Riechen
- Auditorischer Neglect – Hören